# جونتر كونرت
جونتر كونرت (بالألمانية: Günter Kunert) (ولد في برلين في مارس 1929) هو أديب وشاعر ألماني. يعتبر من أهم الأدباء الألمان المعاصرين. عاش فترة من حياته في ألمانيا الشرقية، ثم انتقل إلى ألمانيا الغربية لأسباب سياسية. يعتبر من أبرز الأدباء سواء في ألمانيا الشرقية أو الغربية، ثم ألمانيا الموحدة بعد قيام الوحدة بين الألمانيتين.

## حياته
بعد أن أنهى جونتر كونرت فترة دراسته بالمدرسة الابتدائية، لم يستطع بسبب القوانين النازية العنصرية أن يلتحق بأي مدرسة ثانوية، بسبب أمه اليهودية. وبعد نهاية الحرب العالمية الثانية، درس فنون الرسم والنحت والحفر في برلين الشرقية. وانضم في عام 1948 إلى حزب الوحدة الاشتراكي الألماني SED، وتعرف في تلك الفترة على برتولت بريشت ويوهانس بيشر. منذ منتصف خمسينيات القرن العشرين ربطته صداقة وطيدة بزميله في الحزب، بيكولاس بورن، وتبادل الاثنان الرسائل، وقد جمعت هذه الرسائل ونشرت في عام 1978 وكانت من الأدب الرفيع.
في عام 1976 انضم إلى الموقعين التماس يطالب بإلغاء قرار سحب الجنسية من فولف بيرمان، ونتيجة لذلك فقد سحبت منه عضوية الحزب الاشتراكي في عام 1977. استطاع في سنة 1979 أن يحصل على جواز سفر، وأن يرحل هو وزوجته وأولاده من ألمانيا الشرقية إلى ألمانيا الغربية.

## أدبه
يعتبر جونتر كونرت من أهم الأدباء المعاصرين وأكثرهم تعدادا في الجوانب الإبداعية. فقد كتب الشعر والقصة القصيرة والمقالات والحوار للعديد من الأفلام، وكتب كذلك الرواية والمسرحية وكتبا للأطفال. وإلى جانب ذلك كله فقد كانت له لوحات فنية رائعة. وتحتوي أعماله على العديد من الموضوعات، أهمها الإيمان بالتقدم والاشتراكية. ويعتبر كونرت أحد المعارضين لإصلاح الكتابة الألمانية الحديثة (بالألمانية: Rechtscreibreform). شغل كونرت منذ عام 2005 منصب رئيس مجلس إدارة مركز بن (بالألمانية: P.E.N). للمؤلفين بالألمانية في الخارج.

## جوائز حصل عليها
حصل جونتر كونرت على العديد من الجوائز الأدبية، منها: جائزة هاينريش مان في عام 1962، وجائزة هانس زال في عام 1996، وجائزة جيورج تراكل في عام 1997.

## من أشهر دواوينه
1. لافتات وكتابات على الجدار 1950
2. تحت هذه السماء 1955
3. ملاحظات بالطباشير 1970
4. الحياة الصامتة 1933
5. غريب في الوطن 1990

## روابط خارجية
- جونتر كونرت على موقع IMDb (الإنجليزية)
- جونتر كونرت على موقع مونزينجر (الألمانية)
- جونتر كونرت على موقع ميوزك برينز (الإنجليزية)
- جونتر كونرت على موقع ديسكوغز (الإنجليزية)
- جونتر كونرت على موقع قاعدة بيانات الفيلم (الإنجليزية)
- جونتر كونرت على موقع كينوبويسك (الروسية)